# Осборн (округ)
О́сборн (англ. Osborne County; стандартное обозначение OB) — округ в штате Канзас, США. Официально образован 26 февраля 1867 года. По состоянию на 2010 год, численность населения составляла 3 858 человек.

## География
По данным Бюро переписи США, общая площадь округа равняется 2 315,462 км2, из которых 2 312,872 км2 суша и 4,921 км2 или 0,200 % это водоёмы.

## Население
По данным переписи населения 2000 года в округе проживает 4 452 жителей в составе 1 940 домашних хозяйств и 1 208 семей. Плотность населения составляет 2,00 человека на км2. На территории округа насчитывается 2 419 жилых строений, при плотности застройки около 1,00-го строения на км2. Расовый состав населения: белые — 98,61 %, афроамериканцы — 0,07 %, коренные американцы (индейцы) — 0,22 %, азиаты — 0,20 %, гавайцы — 0,02 %, представители других рас — 0,07 %, представители двух или более рас — 0,81 %. Испаноязычные составляли 0,38 % населения независимо от расы.
В составе 25,90 % из общего числа домашних хозяйств проживают дети в возрасте до 18 лет, 54,50 % домашних хозяйств представляют собой супружеские пары проживающие вместе, 5,20 % домашних хозяйств представляют собой одиноких женщин без супруга, 37,70 % домашних хозяйств не имеют отношения к семьям, 35,20 % домашних хозяйств состоят из одного человека, 18,30 % домашних хозяйств состоят из престарелых (65 лет и старше), проживающих в одиночестве. Средний размер домашнего хозяйства составляет 2,23 человека, и средний размер семьи 2,90 человека.
Возрастной состав округа: 23,80 % моложе 18 лет, 5,50 % от 18 до 24, 22,30 % от 25 до 44, 22,60 % от 45 до 64 и 22,60 % от 65 и старше. Средний возраст жителя округа 44 лет. На каждые 100 женщин приходится 96,80 мужчин. На каждые 100 женщин старше 18 лет приходится 92,60 мужчин.
Средний доход на домохозяйство в округе составлял 29 145 USD, на семью — 35 438 USD. Среднестатистический заработок мужчины был 24 736 USD против 16 516 USD для женщины. Доход на душу населения составлял 16 236 USD. Около 7,20 % семей и 10,40 % общего населения находились ниже черты бедности, в том числе — 12,20 % молодежи (тех, кому ещё не исполнилось 18 лет) и 8,50 % тех, кому было уже больше 65 лет.